# Vladislav Brdlík
Vladislav Brdlík (26. července 1879 Žirovnice – 28. ledna 1964 Akron, USA) byl zemědělský odborník, vysokoškolský pedagog, politik, ministr československé vlády.

## Životopis

### Školy
Narodil se v Žirovnici v rodině josefa Brdlíka a Aloisie, rozené Vincencové. Jeho otec Josef Brdlík (1848–1932) tam měl vlnařskou továrnu a působil jako poslanec Českého zemského sněmu a Říšské rady ve Vídni. Vladislav Brdlík maturoval na reálce v Praze, pak následovala vysokoškolská studia. Vystudoval chemické inženýrství na Českém vysokém učení technickém v Praze, kde později dosáhl titulu doktora technických věd, na stejné vysoké škole se habilitoval v oboru zemědělské správovědy, stejný obor studoval i na univerzitě ve Vratislavi. Následovaly ještě tři roky na univerzitách v Německu, Nizozemsku a v Anglii. Po dokončení studií podnikl studijní cestu kolem světa.

### Učitel
V roce 1910 se stal soukromým docentem, začal vydávat odbornou revue Zemědělský archiv. 27. ledna roku 1912 byl na České technice jmenován mimořádným profesorem. 
Záhy po vzniku republiky v roce 1919 se stal řádným profesorem zemědělské ekonomiky na Vysoké škole zemědělské a lesního inženýrství při ČVUT v Praze.

### Politik a ministr
V letech 1920–1921 byl ministrem zemědělství a roku 1921 byl jmenován ministrem pro zásobování lidu. Podílel se na přípravě pozemkové reformy. Velmi aktivně se zapojil do práce technicko-ekonomické badatelské instituce Masarykovy akademie práce, kde vykonával funkci místopředsedy (vicepresidenta), byl členem národohospodářského ústavu Akademie věd a umění, místopředsedou Zemědělské jednoty ČSR a odborné funkce zaujímal i v zahraničních organizacích. Kromě jiného byl i účastníkem mírové konference v Paříži 1919.
V letech 1922–1924 byl děkanem a v roce 1924–1925 rektorem ČVUT. Od roku 1926 do roku 1934 byl viceguvernérem Národní banky Československé. Po parlamentních volbách v roce 1929 získal mandát poslance Národního shromáždění ČSR za agrární stranu. Křeslo ale nabyl až jako náhradník roku 1933 poté, co zemřel poslanec Josef Kalaš. Mandát obhájil v parlamentních volbách v roce 1935. Poslanecké křeslo si oficiálně podržel do zrušení senátu roku 1939, přičemž krátce předtím ještě v prosinci 1938 přestoupil do nově vzniklé Strany národní jednoty.

### V emigraci
V roce 1948 emigroval do Německa a později do USA, kde pokračoval v odborné i politické práci. Pracoval v Radě svobodného Československa a ve vedení exilové agrární strany, přednášel na univerzitě Akronu v Ohiu, kde 28. ledna 1964 zemřel.
Publikoval na 120 vědeckých prací, byl účastníkem mezinárodních konferencí a sjezdů.
Rodina
Podle nekrologu v New York Times po něm kromě syna zůstala vdova Louise; dcera Táňa Stehlíková, a dvě sestry a dva bratři v Československu.